# Джекилл, Гертруда
Гертруда Джекилл (англ. Gertrude Jekyll; 29 ноября 1843, Лондон — 8 декабря 1932, Басбридж, Суррей) — английский садовод, ландшафтный дизайнер, писательница и художница. Создала около 400 садов в Великобритании, других странах Европы и США, а также написала около 1000 статей и 14 книг по садоводству.

## Биография
Гертруда Джекилл родилась в Лондоне в 1843 году. Она была пятой из семерых детей Эдварда Джозефа Хилла Джекилла, капитана гренадерской гвардии в отставке, и его жены Джулии, дочери банкира Чарльза Хаммерсли. Получила домашнее образование, в том числе под руководством гувернанток из Франции и Германии. В доме Джекиллов бывали многие известные люди того времени, включая Майкла Фарадея, Чарльза Ньютона, Феликса Мендельсона, Генри Лейарда и др. Уже в детстве у Гертруды был свой сад, за которым она ухаживала вместе с сестрой Каролиной.

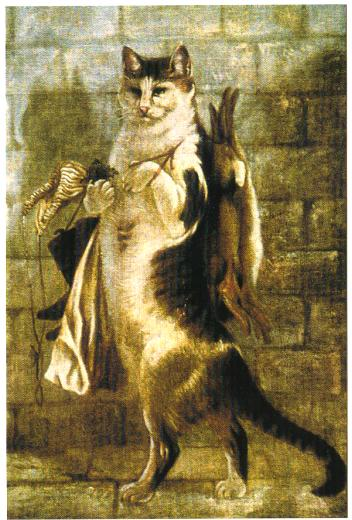
Гертруда Джекилл. Кот в сапогах. 1869

В 1861 году Гертруда Джекилл поступила в Национальную школу искусств в Кенсингтоне, где в числе прочего изучала анатомию, ботаническую иллюстрацию и орнамент. С 1865 года её картины, которые хвалил Джон Рёскин, выставлялись в Королевской академии художеств и на выставках Общества художниц-женщин. В 1869 году Джекилл познакомилась с Уильямом Моррисом и, хоть и не примкнула к движению Искусств и ремёсел, прониклась идей общности различных видов искусства.
Постепенно Гертруда Джекилл начала получать заказы на картины, рисунки, вышивки и оформление интерьеров, включая достаточно объёмные и сложные работы. Но главным её интересом оставались сады, растения и архитектура Средиземноморья, где она впервые побывала в 1863—1864 годах, посетив Турцию, Грецию и Родос. Во время путешествия она собирала местные растения и отправляла в Англию, где изучала возможности их акклиматизации в качестве садовых растений. Её сестра Каролина и братья Уолтер и Герберт также занимались садоводством.

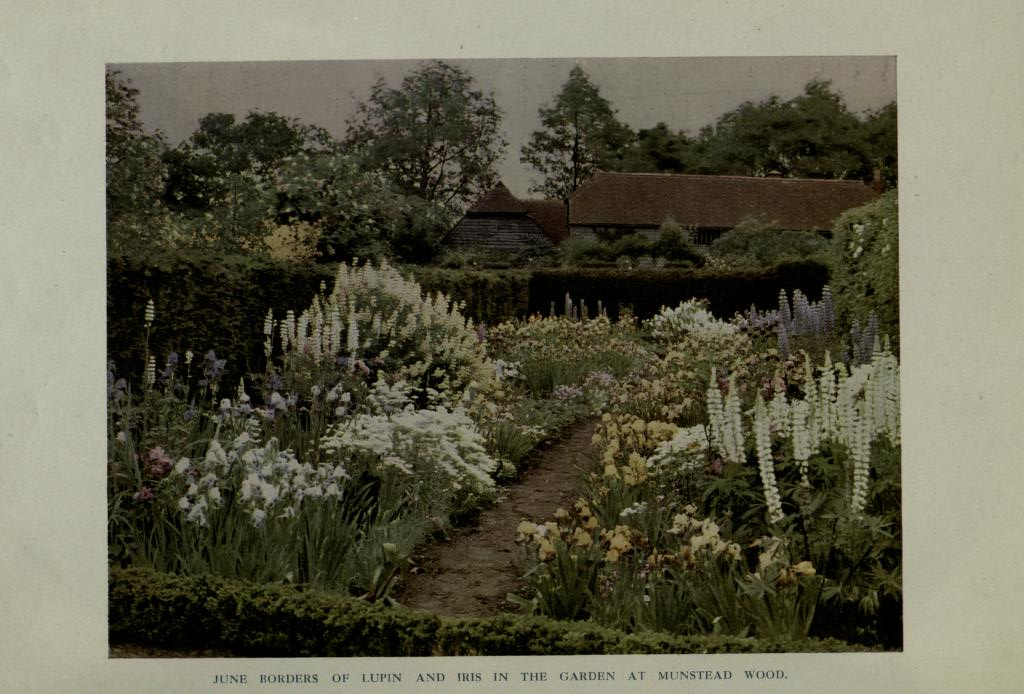
Манстед-Вуд. 1914

С 1863 года Гертруда коллекционировала дикорастущие растения Великобритании и Европы, а также занималась разведением и селекцией садовых растений. Многие из созданных ей сортов демонстрировались на выставках Королевского садоводческого общества и были отмечены медалями. В общей сложности она вывела более 30 сортов однолетних, двулетних и многолетних садовых растений. К сожалению, не все они существуют до сих пор, хотя Джекилл стремилась обеспечить сохранность создаваемых ей сортов, посылая образцы в различные ботанические сады, в том числе Ботанические сады в Кью. В 1897 году она стала, вместе с Эллен Уиллмотт, первой женщиной, получившей Почётную медаль королевы Виктории (Victoria Medal of Honour), присуждаемую Королевским садоводческим обществом.
С 1875 года Гертруда Джекилл начала писать статьи по садоводству в журнал The Garden, основанный Уильямом Робинсоном, с которым она впоследствии поддерживала дружеские и профессиональные отношения на протяжении более пятидесяти лет. В 1876 году умер её отец, и её мать решила построить для себя и для дочери дом в Суррее, известный как Манстед-хаус (Munstead House). Гертруда Джекилл создала сад, в котором были цветник, пергола, альпийский садик, роща азалий, сад примул, лужайки, плодовые деревья и посадки рододендронов. Позднее, в 1895 году, Гертруда построила поблизости собственный дом — Манстед-Вуд (Munstead Wood). Многие выдающиеся садовники и ботаники посещали сад Гертруды Джекилл, отмечая его великолепие.
Впоследствии Джекилл занималась оформлением садов на заказ, как в Великобритании, так и во Франции, Германии, Югославии и США. В общей сложности она создала около 400 садов. Кроме того, она опубликовала 14 книг и ряд статей, в которых излагала принципы своего искусства. В Манстед-Вуде Гертруда Джекилл создала питомник растений и каждый год рассылала тысячи саженцев: как частным клиентам, так и в ботанические сады и различные государственные учреждения.
Гертруда Джекилл умерла 8 декабря 1932 года. Не все созданные ею сады сохранились до нашего времени, но некоторые, включая сад в Манстеде, существуют до сих пор и доступны для посещения. В честь Гертруды Джекилл назван сорт роз 'Gertrude Jekyll'.

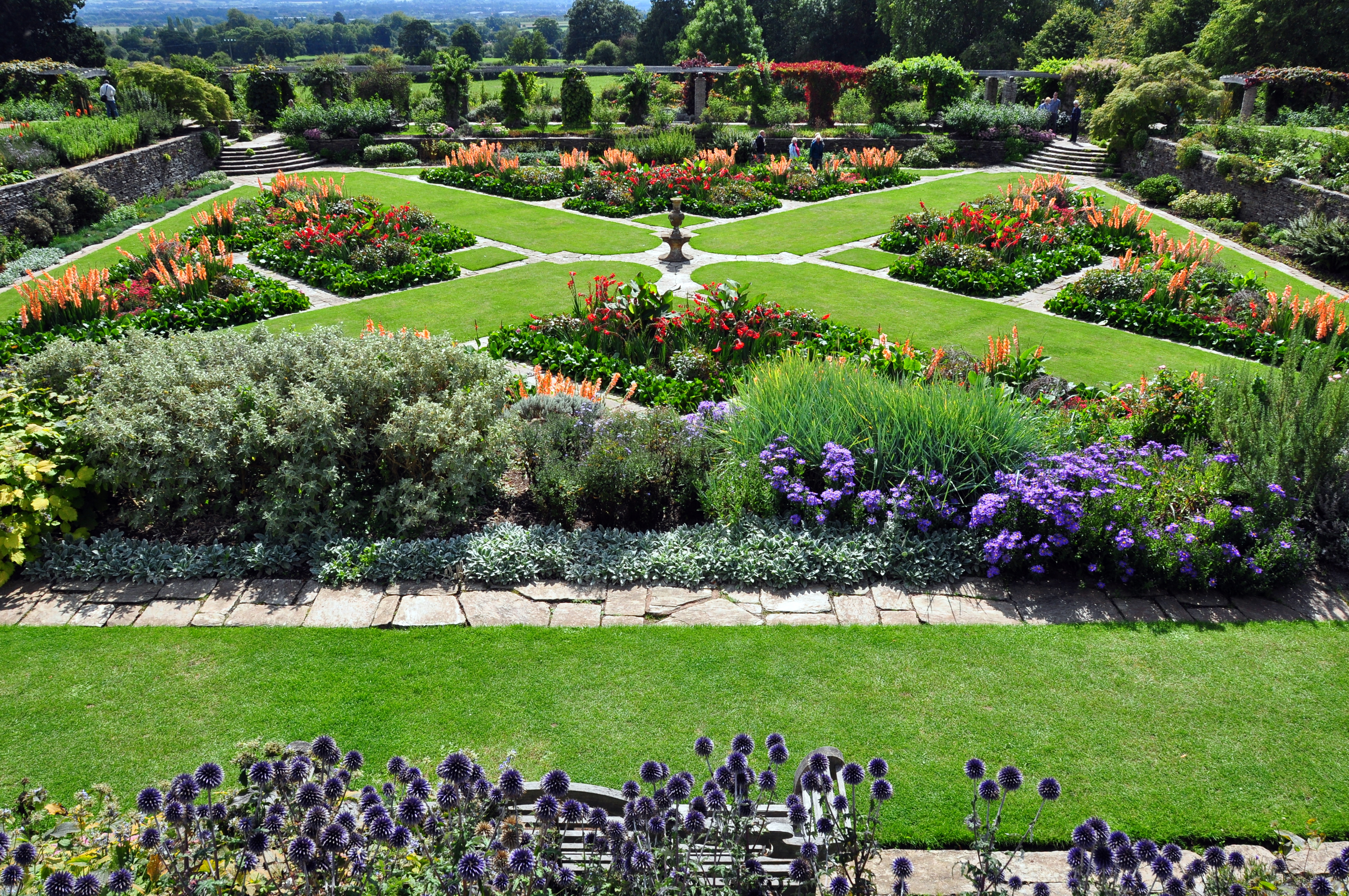
Сад в Хестеркомб
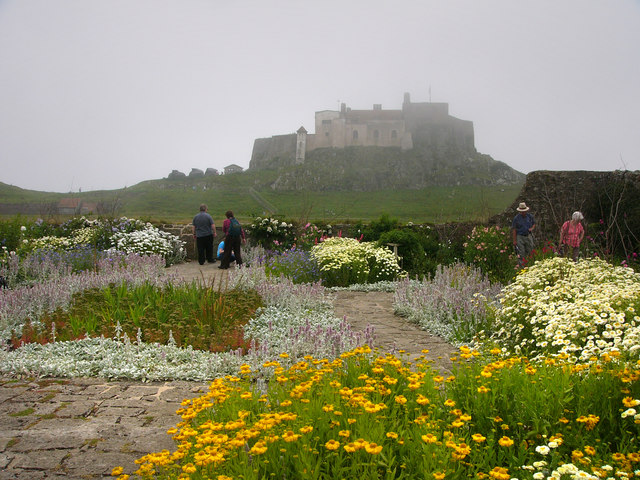
Сад близ замка Линдисфарн
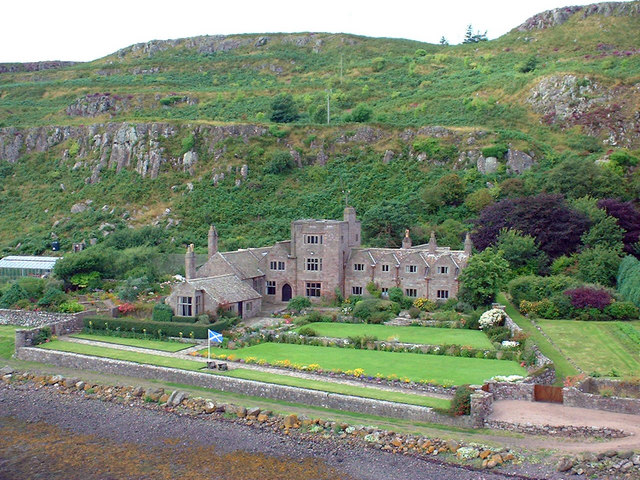
Сад на острове Литл Камбро
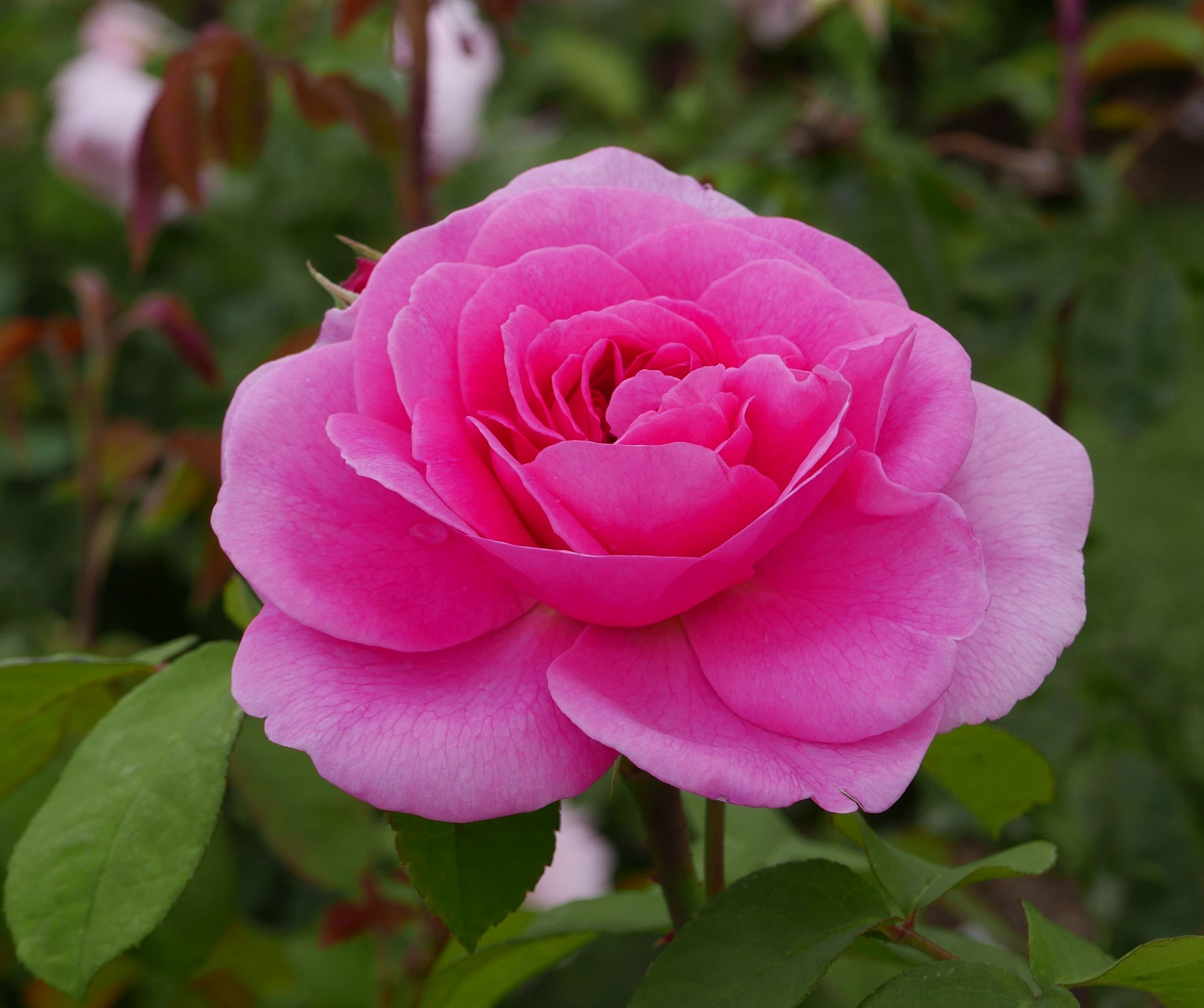
Роза 'Gertrude Jekyll'